# Echipa națională de handbal feminin a Cehiei
Echipa națională de handbal feminin a Cehiei reprezintă Cehia în competițiile internaționale de handbal.
Echipa a participat la Campionatul Mondial de Handbal Feminin din 1995,, la cel din 1997,, din 1999 și din 2003.

## Echipa
Datele sunt valabile pe 2 decembrie 2012 și cuprind echipa Cehiei prezentă la Campionatul European de Handbal Feminin din 2012:

### Staff tehnic
| Nume           | Naționalitate | Ocupație           |
| -------------- | ------------- | ------------------ |
| Jan Bašný      | Cehia         | Antrenor principal |
| Dušan Poloz    | Cehia         | Antrenor secund    |
| Jiří Mika      | Cehia         | Antrenor secund    |
| Karel Harvánek | Cehia         | Medic              |
| Rotislav Mikel | Cehia         | Fizioterapeut      |
| Petr Krob      | Cehia         | Conducător tehnic  |
| Lukáš Tuček    | Cehia         | Coordonator lot    |
| Tomáš Bartek   | Cehia         | Șeful delegației   |

### Echipa actuală
| Nr. | Post            | Nume               | Data nașterii (vârstă) | Înălțime | Selecționări | Goluri | Club         |
| --- | --------------- | ------------------ | ---------------------- | -------- | ------------ | ------ | ------------ |
| 3   | Extremă dreapta | Jana Knedlíková    | 22 iunie 1989          | 1,67 m   | 28           | 55     | Slavia Praga |
| 5   | Coordonator     | Kateřina Keclíková | 26 iunie 1986          | 1,71 m   | 27           | 39     | Slavia Praga |
| 7   | Extremă stânga  | Romana Chrenková   | 30 iunie 1987          | 1,66 m   | 62           | 210    | Sokol Poruba |
| 8   | Inter stânga    | Pavla Poznarová    | 26 septembrie 1986     | 1,81 m   | 83           | 182    | Sokol Poruba |
| 9   | Extremă stânga  | Kristýna Salčáková | 13 august 1987         | 1,65 m   | 47           | 61     | HC Veselí    |
| 10  | Coordonator     | Petra Růčková      | 8 februarie 1989       | 1,74 m   | 53           | 34     | Baník Most   |
| 11  | Coordonator     | Hana Kutlvašrová   | 28 septembrie 1989     | 1,80 m   | 29           | 25     | Slavia Praga |
| 12  | Portar          | Barbora Raníková   | 12 martie 1985         | 1,81 m   | 55           | 0      | Zora Olomouc |
| 13  | Inter dreapta   | Klára Černá        | 29 ianuarie 1985       | 1,74 m   | 48           | 149    | Slavia Praga |
| 14  | Pivot           | Petra Vítková      | 18 august 1979         | 1,76 m   | 189          | 314    | Baník Most   |
| 15  | Extremă dreapta | Michaela Hrbková   | 14 iulie 1987          | 1,70 m   | 67           | 122    | Sokol Poruba |
| 16  | Portar          | Lucie Satrapová    | 3 iulie 1989           | 1,83 m   | 30           | 0      | Slavia Praga |
| 17  | Inter stânga    | Hana Martínková    | 16 septembrie 1985     | 1,90 m   | 28           | 94     | Baník Most   |
| 18  | Coordonator     | Iveta Luzumová     | 3 aprilie 1989         | 1,75 m   | 31           | 82     | Mios Biganos |
| 19  | Inter stânga    | Helena Štěrbová    | 5 aprilie 1988         | 1,80 m   | 28           | 66     | HC Veselí    |
| 29  | Pivot           | Iveta Matoušková   | 5 ianuarie 1987        | 1,87 m   | 8            | 1      | Start Elbląg |